# Сайпан
Сайпа́н (англ. Saipan) — другий за величиною острів у архіпелазі Маріанські острови в Тихому океані, найбільший острів Північних Маріанських островів і столиця Північних Маріанських островів. Входить до складу муніципалітету Сайпан.

## Географія

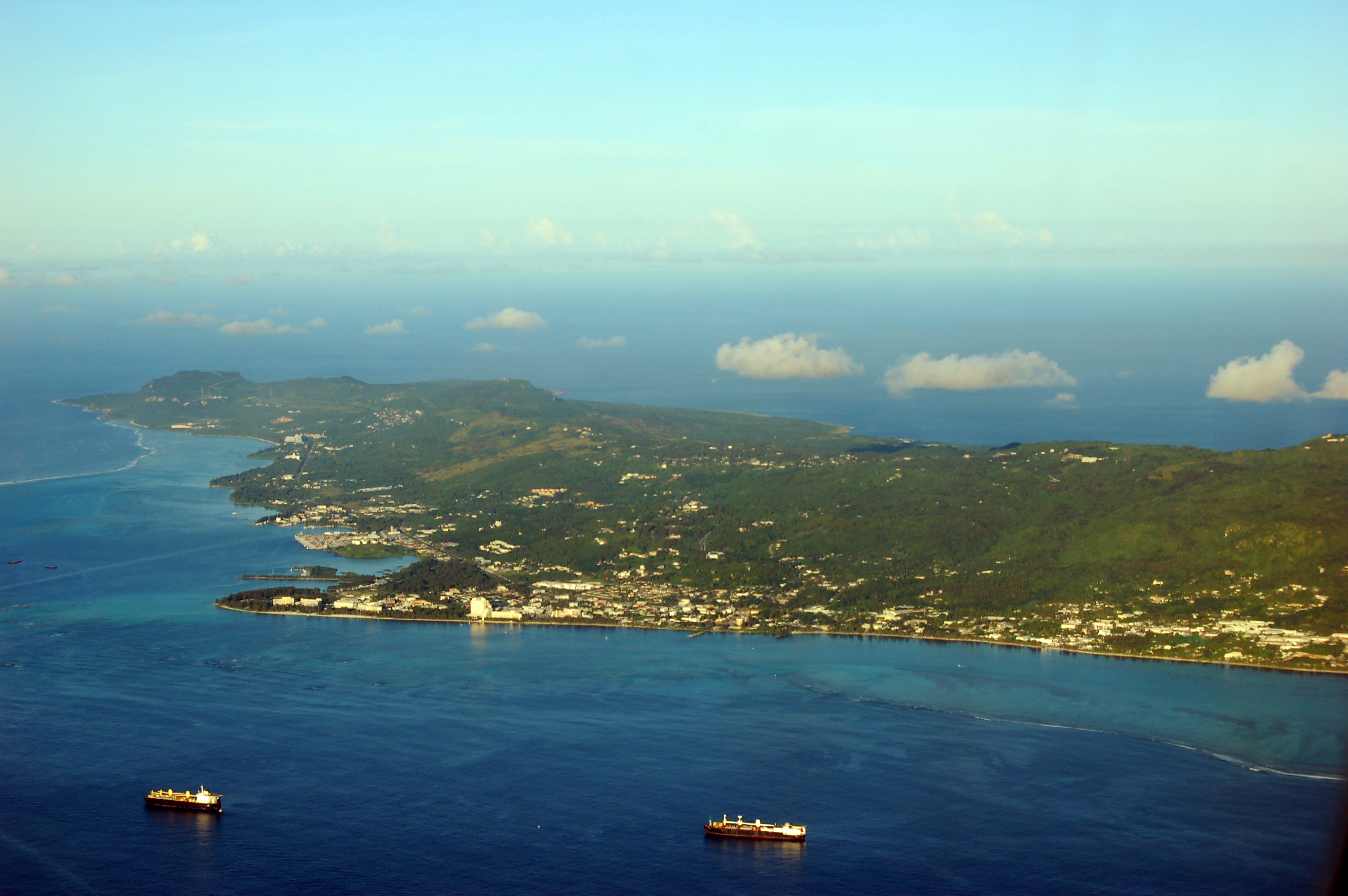
Вид на Сайпан з повітря

Острів Сайпан розташований у південній частині архіпелагу Маріанські острови. Омивається водами Тихого океану. За 4,5 км на південний захід від острова розташований острів Тініан, за 117 км на північ — острів Анатахан, за 184 км на північний захід — острів Гуам. Найближчий материк, Євразія, знаходиться за 2800 км на захід — північний захід.
Острів Сайпан має змішане вулканічне та коралове походження. У західній частині острова розташовані піщані пляжі, а прибережні рифи утворюють велику лагуну. Східна сторона острова Сайпан — скеляста й обривиста, оточена рифом. Довжина Сайпану становить близько 23 км, ширина — 10 км. Найвища точка острова гора Тапочау (англ. Mount Tapochau) досягає 474 м і являє собою вапнякове утворення, а не згаслий вулкан. За 3,2 км на північ розташована гора Ачугао (англ. Mount Achugao), що є залишком вулканічного конуса, еоценовий центр якого знаходився недалеко на північ від сучасної вершини. Площа Сайпану становить 115,38 км².
Східна сторона острова Сайпан є початком спуску в Маріанську западину.

### Клімат
Місто знаходиться в зоні, котра характеризується вологим тропічним кліматом. Найтепліший місяць — червень, із середньою температурою 28.9 °C (84 °F). Найхолодніший місяць — січень, із середньою температурою 26.7 °С (80 °F).
| Клімат Сайпана          | Клімат Сайпана | Клімат Сайпана | Клімат Сайпана | Клімат Сайпана | Клімат Сайпана | Клімат Сайпана | Клімат Сайпана | Клімат Сайпана | Клімат Сайпана | Клімат Сайпана | Клімат Сайпана | Клімат Сайпана | Клімат Сайпана |
| Показник                | Січ.           | Лют.           | Бер.           | Квіт.          | Трав.          | Черв.          | Лип.           | Серп.          | Вер.           | Жовт.          | Лист.          | Груд.          | Рік            |
| Абсолютний максимум, °C | 37             | 37             | 36             | 37             | 40             | 38             | 38             | 38             | 40             | 38             | 33             | 32             | 40             |
| Середній максимум, °C   | 28             | 28             | 29             | 30             | 30             | 31             | 30             | 30             | 30             | 30             | 30             | 29             | 30             |
| Середня температура, °C | 26             | 26             | 27             | 27             | 28             | 28             | 28             | 28             | 28             | 28             | 27             | 27             | 27             |
| Середній мінімум, °C    | 24             | 23             | 24             | 25             | 25             | 26             | 25             | 25             | 25             | 25             | 25             | 25             | 25             |
| Абсолютний мінімум, °C  | 17             | 15             | 15             | 20             | 21             | 21             | 22             | 22             | 22             | 21             | 20             | 18             | 15             |
| Норма опадів, мм        | 91.4           | 66             | 48.3           | 58.4           | 71.1           | 114.3          | 210.8          | 309.9          | 259.1          | 287            | 149.9          | 106.7          | 1772.9         |
| Днів з опадами          | 17,6           | 15,6           | 14,7           | 16,3           | 17,7           | 20,1           | 25,3           | 24,4           | 22,8           | 24,4           | 22,1           | 19,2           | 240,2          |
| Днів з дощем            | 4              | 3              | 3              | 3              | 3              | 3              | 5              | 7              | 5              | 6              | 4              | 3              | 49             |
| ----------------------- | -------------- | -------------- | -------------- | -------------- | -------------- | -------------- | -------------- | -------------- | -------------- | -------------- | -------------- | -------------- | -------------- |
| Джерело: Weatherbase    |                |                |                |                |                |                |                |                |                |                |                |                |                |

## Історія
Острів Сайпан, як і сусідні Гуам, Рота, Тініан, був заселений людиною приблизно в 2000 році до н. е. Європейськими першовідкривачами острова стали іспанці, які в XVII столітті повністю підпорядкували собі острови Маріанського архіпелагу. У 1815 році на Сайпані оселилася велика кількість каролінців з острова Сатавал, у той час як більша частина корінного населення Сайпан, народу чаморро, була переселена на острів Гуам.
12 лютого 1899 року Маріанські острови були продані Іспанією Німеччині. З 1907 року острів був частиною Німецької Нової Гвінеї, підкоряючись окружному офіцерові Каролінських островів.
14 жовтня 1914 Маріанські острови були окуповані японцями. 1920 року над островами був встановлений мандат Ліги Націй. Японці розвивали на Сайпані рибальство й виробництво цукру, також ввели в дію фосфоритову та марганцеву копальні. У 1930-х роках на острові стали концентруватися японські гарнізони, які до 1941 року сягнули 30 000 вояків. 
Під час Другої світової війни, 15 червня 1944 року, на Сайпані висадилися американські морські піхотинці, які внаслідок запеклих боїв захопили острів. Після важких боїв за острови в японських військах вийшов наказ всім захисникам, що вижили, здійснити самознищення, проявляючи тим самим почуття любові та відданості імператору країни Висхідного Сонця. Що й було зроблено.
У листопаді 1986 року Північні Маріанські острови вступили у вільну асоціацію зі США. Останнім часом на Сайпані активно розвивається туризм.

## Населення
Населення острова становить 62 400 осіб (2000), 48 220 осіб (2010), приблизно три чверті від усього населення країни. Основною мовою спілкування місцевих жителів є англійська, хоча мова корінного народу чаморро — чаморро, також використовується в повсякденному житті.
На Сайпані проживає велика кількість вихідців з Китаю, Бангладеш, Філіппін, Таїланду, В'єтнаму та Камбоджі. Також є високою частка першого покоління іммігрантів з Японії, Китаю та Кореї.